# Johann Christian Tralles
Johann Christian Tralles (auch Johannes Christian Tralles, * 1652 in Strehlen, Herzogtum Schweidnitz; † 2. April 1698 in Warschau) war ein deutscher Mediziner und Stadtphysicus in Breslau.

## Leben
Johann Christian Tralles studierte bei Johann Daniel Major an der Universität in Kiel Medizin. Er wurde kaiserlicher Hofarzt und wirkte in der 2. Hälfte des 17. Jahrhunderts als Arzt und Stadtphysicus in Breslau. In späteren Jahren wurde er königlich polnischer Regimentsarzt.
Am 4. März 1679 wurde Johann Christian Tralles unter der Matrikel-Nr. 85 mit dem akademischen Beinamen Avenzoar als Mitglied in die Leopoldina aufgenommen.
Er resignierte 1697 vom Breslauer Physikat, als er katholisch wurde.
Der Mediziner Balthasar Ludwig Tralles war sein Enkel.

## Schriften
- Disputatio Medica Inauguralis De Malacia. Kiel 1677 Digitalisat